# Maria Martorell i Codina
Maria Martorell i Codina (Barcelona, 26 de juny de 1923 - Caldes d'Estrac, 22 de març de 2015) fou una mestra i directiva del moviment coral a Catalunya.
El 1962 va ser una de les fundadores del cor infantil L'Esquitx, vinculat a la Coral Sant Jordi, que dirigia el seu germà, Oriol Martorell i Codina. Amb la intenció de millorar la formació musical a les escoles, que havia estat molt deficient o era pràcticament nul·la durant els anys del franquisme, el 1967 va fundar i dirigir el Secretariat de Corals Infantils de Catalunya, federació que agrupa 5.000 nois i noies de més cent corals.
El Govern de Catalunya li concedí la Creu de Sant Jordi l'any 2013.